# Morti nel 2009/Luglio
| Questa pagina contiene informazioni ricavate automaticamente dalle voci biografiche con l'ausilio del template Bio e di un bot. L'aggiornamento è periodico e automatico e ricostruisce completamente la pagina. Se manca una persona in questa lista, sei pregato di non aggiungerla, ma accertati piuttosto che la sua voce biografica contenga il template Bio e che i dati anagrafici siano correttamente compilati. Se il template Bio manca, inseriscilo tu stesso o, in alternativa, metti l'avviso {{tmp\|Bio}} che ne segnala la mancanza. Se i dati riportati sono sbagliati, correggi direttamente la voce biografica; le modifiche saranno visibili in questa lista entro pochi giorni. Per chiarimenti vedi il progetto biografie. La lista contiene solo le 157 persone che sono citate nell'enciclopedia e per le quali è stato implementato correttamente il template Bio. Pagina aggiornata al 18 mag 2025. |

- 1º luglio - Alexis Argüello, pugile e politico nicaraguense (n. 1952)
- 1º luglio - Eva Buiatti, medico e epidemiologa italiana (n. 1944)
- 1º luglio - Joe Colone, cestista statunitense (n. 1924)
- 1º luglio - Karl Malden, attore statunitense (n. 1912)
- 1º luglio - David Pears, filosofo inglese (n. 1921)
- 1º luglio - Mollie Sugden, attrice britannica (n. 1922)
- 1º luglio - Ljudmila Georgievna Zykina, cantante russa (n. 1929)
- 2 luglio - Adésio, calciatore brasiliano (n. 1933)
- 2 luglio - Chen Shoushan, generale e politico taiwanese (n. 1921)
- 2 luglio - Kaj Hansen, calciatore danese (n. 1940)
- 2 luglio - Martin Hengel, teologo e saggista tedesco (n. 1926)
- 2 luglio - Petro Ruçi, calciatore albanese (n. 1957)
- 2 luglio - Bert Schneider, pilota motociclistico austriaco (n. 1936)
- 2 luglio - Leo Solari, politico, partigiano e scrittore italiano (n. 1919)
- 3 luglio - John Keel, ufologo, giornalista e scrittore statunitense (n. 1930)
- 3 luglio - Pio Scilligo, presbitero, psicologo e psicoterapeuta italiano (n. 1928)
- 4 luglio - Jean-Pierre Aguilar, imprenditore francese (n. 1960)
- 4 luglio - Jim Chapin, batterista statunitense (n. 1919)
- 4 luglio - Dino Coltro, scrittore e poeta italiano (n. 1929)
- 4 luglio - Brenda Joyce, attrice statunitense (n. 1917)
- 4 luglio - Béla Király, generale, politico e scrittore ungherese (n. 1912)
- 4 luglio - Allen Klein, imprenditore statunitense (n. 1931)
- 4 luglio - Steve McNair, giocatore di football americano statunitense (n. 1973)
- 4 luglio - Leo Mol, scultore ucraino (n. 1915)
- 5 luglio - Gino Carlotti, ciclista italiano (n. 1919)
- 5 luglio - Lou Creekmur, giocatore di football americano statunitense (n. 1927)
- 5 luglio - Takeo Doi, psicoanalista giapponese (n. 1920)
- 5 luglio - Gino Montesanto, scrittore e giornalista italiano (n. 1922)
- 5 luglio - Waldo Von Erich, wrestler canadese (n. 1933)
- 6 luglio - Vasilij Pavlovič Aksënov, scrittore russo (n. 1932)
- 6 luglio - Mihai Baicu, calciatore rumeno (n. 1975)
- 6 luglio - Arnaldo Bruschi, storico dell'architettura italiano (n. 1928)
- 6 luglio - Enrique Congrains Martín, scrittore peruviano (n. 1932)
- 6 luglio - Marius Eriksen, aviatore, sciatore alpino e allenatore di sci alpino norvegese (n. 1922)
- 6 luglio - Robert McNamara, dirigente d'azienda, politico e banchiere statunitense (n. 1916)
- 6 luglio - Mathieu Montcourt, tennista francese (n. 1985)
- 6 luglio - Bleddyn Williams, giornalista, dirigente sportivo e rugbista a 15 britannico (n. 1923)
- 8 luglio - Oddo Biasini, politico e partigiano italiano (n. 1917)
- 8 luglio - Giovanni Battista Bilo, poeta e librettista italiano (n. 1956)
- 8 luglio - Midnight, cantante statunitense (n. 1962)
- 9 luglio - Albertina Giubbolini, stilista italiana (n. 1921)
- 9 luglio - Karen Harup, nuotatrice danese (n. 1924)
- 10 luglio - John Caldwell, pugile britannico (n. 1938)
- 10 luglio - Alda Croce, saggista e ambientalista italiana (n. 1918)
- 10 luglio - Edward Downes, direttore d'orchestra inglese (n. 1924)
- 10 luglio - Zena Marshall, attrice britannica (n. 1926)
- 10 luglio - Jurij Šljapin, pallanuotista sovietico (n. 1932)
- 11 luglio - Arturo Gatti, pugile italiano (n. 1972)
- 12 luglio - Aleksandr Bogatyrëv, calciatore sovietico (n. 1963)
- 12 luglio - Tommy Cummings, allenatore di calcio e calciatore inglese (n. 1928)
- 12 luglio - Nikola Stančev, lottatore bulgaro (n. 1930)
- 12 luglio - Simon Vinkenoog, poeta e scrittore olandese (n. 1928)
- 13 luglio - Uma Aaltonen, scrittrice, giornalista e politica finlandese (n. 1940)
- 13 luglio - Giuseppe Alessi, politico e centenario italiano (n. 1905)
- 13 luglio - Harry Källström, pilota di rally svedese (n. 1939)
- 13 luglio - Axel Pilmark, calciatore danese (n. 1925)
- 13 luglio - Beverly Roberts, attrice statunitense (n. 1914)
- 14 luglio - Silvio Buzzi, oncologo e neurologo italiano (n. 1930)
- 14 luglio - Lucio Ceccarini, pallanuotista italiano (n. 1930)
- 14 luglio - Dal McKennon, attore e doppiatore statunitense (n. 1919)
- 14 luglio - Giotto Tempestini, attore italiano (n. 1917)
- 14 luglio - Jean Sommeng Vorachak, vescovo cattolico laotiano (n. 1933)
- 15 luglio - Francesca Romana Coluzzi, attrice, stuntwoman e scenografa italiana (n. 1943)
- 15 luglio - Klára Fried-Bánfalvi, canoista ungherese (n. 1931)
- 15 luglio - László Orbán, pugile ungherese (n. 1949)
- 15 luglio - Antonio Pucci, pilota automobilistico italiano (n. 1923)
- 15 luglio - Thomas L. Schumacher, architetto statunitense (n. 1941)
- 15 luglio - Natal'ja Ėstemirova, giornalista e attivista russa (n. 1958)
- 16 luglio - Paulo Lopes de Faria, arcivescovo cattolico brasiliano (n. 1931)
- 16 luglio - Syed Mumtaz Ali, avvocato indiano (n. 1927)
- 16 luglio - Angelo Rizzo, vescovo cattolico italiano (n. 1926)
- 16 luglio - Gianni Silvestri, scenografo italiano (n. 1945)
- 17 luglio - Meir Amit, politico, generale e agente segreto israeliano (n. 1921)
- 17 luglio - Antonio Berté, pittore italiano (n. 1936)
- 17 luglio - Gordon Burn, scrittore britannico (n. 1948)
- 17 luglio - Luigi Carzino, calciatore italiano (n. 1926)
- 17 luglio - Walter Cronkite, giornalista e conduttore televisivo statunitense (n. 1916)
- 17 luglio - Valerio Gildoni, militare italiano (n. 1969)
- 17 luglio - Otto Göbl, bobbista tedesco (n. 1936)
- 17 luglio - Richard Hall, ufologo statunitense (n. 1930)
- 17 luglio - Vladimir Il'in, calciatore sovietico (n. 1928)
- 17 luglio - Leszek Kołakowski, filosofo, storico e saggista polacco (n. 1927)
- 17 luglio - Jean Margéot, cardinale e vescovo cattolico mauriziano (n. 1916)
- 17 luglio - Mahmud Sulayman al-Maghribi, politico libico (n. 1935)
- 18 luglio - Henry Allingham, supercentenario britannico (n. 1896)
- 18 luglio - Annagül Annagulyýewa, soprano turkmeno (n. 1924)
- 18 luglio - Yasmine Belmadi, attore francese (n. 1976)
- 18 luglio - Lionel Casson, storico e docente statunitense (n. 1914)
- 18 luglio - Cristina Castagna, alpinista italiana (n. 1977)
- 18 luglio - Ricardo Londoño, pilota automobilistico colombiano (n. 1949)
- 18 luglio - Ernest Henry Nickel, mineralogista canadese (n. 1925)
- 18 luglio - Irv Rothenberg, cestista statunitense (n. 1921)
- 18 luglio - Graham Stanton, biblista neozelandese (n. 1940)
- 19 luglio - Giuseppe Borzi, politico italiano (n. 1931)
- 19 luglio - Frank McCourt, scrittore e docente statunitense (n. 1930)
- 19 luglio - Dīmosthenīs Stampolīs, pallanuotista greco (n. 1924)
- 19 luglio - Henry Surtees, pilota automobilistico inglese (n. 1991)
- 20 luglio - Jorge Ferreyros, cestista e dirigente sportivo peruviano
- 20 luglio - Edward T. Hall, antropologo statunitense (n. 1914)
- 20 luglio - Paul Fouad Naïm Tabet, arcivescovo cattolico libanese (n. 1929)
- 21 luglio - Donald Buka, attore statunitense (n. 1920)
- 21 luglio - John Dawson, cantautore e musicista statunitense (n. 1945)
- 21 luglio - Heinz Edelmann, illustratore e designer tedesco (n. 1934)
- 21 luglio - Gangubai Hangal, cantante indiana (n. 1913)
- 21 luglio - Marcel Jacob, bassista svedese (n. 1964)
- 21 luglio - Yoshinori Kanada, animatore giapponese (n. 1952)
- 22 luglio - Nelson Demarco, cestista uruguaiano (n. 1925)
- 22 luglio - Bruno Giust, politico e sindacalista italiano (n. 1925)
- 22 luglio - Carlo Gubbini, politico italiano (n. 1948)
- 22 luglio - Mark Leduc, pugile canadese (n. 1964)
- 23 luglio - Virginia Carroll, attrice statunitense (n. 1913)
- 23 luglio - Ondrej Hekel, sollevatore cecoslovacco (n. 1944)
- 23 luglio - Leo-Ferdinand Graf Henckel von Donnersmarck, storico, pubblicista e imprenditore tedesco (n. 1935)
- 23 luglio - Conyers Herring, fisico statunitense (n. 1914)
- 23 luglio - Lee Orr, velocista canadese (n. 1917)
- 23 luglio - Roberto Tombolato, calciatore italiano (n. 1954)
- 24 luglio - José Carlos da Costa Araújo, calciatore brasiliano (n. 1962)
- 24 luglio - Omar Dani, generale indonesiano (n. 1924)
- 24 luglio - Angela Dellepiane, danzatrice e coreografa italiana (n. 1954)
- 25 luglio - David Ashmole, ballerino britannico (n. 1949)
- 25 luglio - Ricardo Bonelli, calciatore argentino (n. 1932)
- 25 luglio - Rick Bryan, giocatore di football americano statunitense (n. 1962)
- 25 luglio - Vernon Forrest, pugile statunitense (n. 1971)
- 25 luglio - Francisco Hidalgo, fumettista e fotografo spagnolo (n. 1929)
- 25 luglio - Stanley Middleton, scrittore britannico (n. 1919)
- 25 luglio - Harry Patch, militare e supercentenario britannico (n. 1898)
- 25 luglio - Italo Romagnoli, calciatore e allenatore di calcio italiano (n. 1916)
- 26 luglio - John Brockway, nuotatore britannico (n. 1928)
- 26 luglio - Traugott Buhre, attore tedesco (n. 1929)
- 26 luglio - Merce Cunningham, danzatore e coreografo statunitense (n. 1919)
- 26 luglio - Lois Hunt, soprano statunitense (n. 1924)
- 26 luglio - Tatsuo Yamada, attore giapponese (n. 1956)
- 26 luglio - Zequinha, calciatore brasiliano (n. 1934)
- 27 luglio - Primo Buzzetti, politico italiano (n. 1926)
- 27 luglio - Dick Holub, cestista e allenatore di pallacanestro statunitense (n. 1921)
- 27 luglio - Paolo Pestrin, calciatore italiano (n. 1936)
- 27 luglio - Yvan Quenin, cestista e dirigente sportivo francese (n. 1920)
- 27 luglio - Perica Richter, pallanuotista croato (n. 1957)
- 27 luglio - George Russell, pianista, compositore e teorico della musica statunitense (n. 1923)
- 27 luglio - Aeronwy Thomas, scrittrice inglese (n. 1943)
- 28 luglio - Bob Hahn, cestista statunitense (n. 1925)
- 28 luglio - Don Rope, hockeista su ghiaccio canadese (n. 1929)
- 28 luglio - Edoardo Valenti, calciatore italiano (n. 1922)
- 29 luglio - Ivo Giovanelli, pallanuotista jugoslavo (n. 1919)
- 29 luglio - Jorgji Kona, cestista e pallavolista albanese (n. 1932)
- 30 luglio - Carlo Alessi, designer e imprenditore italiano (n. 1916)
- 30 luglio - Angelo Gabrielli, imprenditore e dirigente sportivo italiano (n. 1926)
- 30 luglio - Renato Izzo, attore, doppiatore e direttore del doppiaggio italiano (n. 1929)
- 30 luglio - Jurij Kurnenin, calciatore e allenatore di calcio sovietico (n. 1954)
- 30 luglio - Artur Vaz, calciatore portoghese (n. 1925)
- 30 luglio - Ustaz Mohammed Yusuf, terrorista nigeriano (n. 1970)
- 31 luglio - Giorgio Carpaneto, poeta e scrittore italiano (n. 1923)
- 31 luglio - Mary Carrillo, attrice spagnola (n. 1919)
- 31 luglio - Bobby Robson, calciatore e allenatore di calcio inglese (n. 1933)
- 31 luglio - Jean-Paul Roussillon, attore francese (n. 1931)
- 31 luglio - Dragomir Slišković, calciatore jugoslavo (n. 1943)
- 31 luglio - Harry Alan Towers, sceneggiatore, produttore cinematografico e produttore televisivo britannico (n. 1920)